# Mudende (Sektor)
Mudende (Kinyarwanda Umurenge wa Mudende) ist einer von zwölf Sektoren im Distrikt Rubavu in der Westprovinz von Ruanda.

## Geographie
Mudende hat eine Fläche von 33,1 km². Der Sektor grenzt im Norden an Bugeshi, im Nordosten Kabatwa, im Osten Bigogwe, im Süden Kanzenze, im Südwesten Cyanzarwe und im Westen Busasamana. Der Sektor unterteilt sich in die sieben Zellen Bihungwe, Kanyundo, Micinyiro, Mirindi, Ndoranyi, Rungu und Rwanyakayaga.

## Bevölkerung
Nach Stand der Volkszählung von 2022 liegt die Einwohnerzahl bei 32.077. Zehn Jahre zuvor waren es 26.031, was einem jährlichen Bevölkerungszuwachs von 2,1 Prozent zwischen 2012 und 2022 entspricht.

## Verkehr
Durch den Sektor verläuft eine District Road etwa in Nord-Süd-Richtung.